# Verprägung
Eine Verprägung ist eine Stufe mit einer definierten Form, die in ein dünnwandiges Bauteil gedrückt wird.
Verprägungen dienen häufig zur Versteifung von dünnwandigen Bauteilen. Dadurch wird der Biegewiderstand erhöht und die Neigung zu Schwingungen reduziert.
Arten von Verprägungen:
- Noppen sind punktförmige Vertiefungen oder Erhebungen
- Sicken sind rinnenförmige Vertiefungen oder linienförmige Erhebungen
  - kurze Sicken werden auch als (Versteifungs-)Schläge bezeichnet[2]
  - linienförmige Erhebungen werden auch als Rippen bezeichnet
- Falze sind Kanten bzw. Falten (meist in Blech oder  Papier), die häufig L- oder Z-förmig (Stufe) gestaltet sind.